# Rudolf Abelin
För flygplanskonstruktören, se Rudolf Abelin (ingenjör).

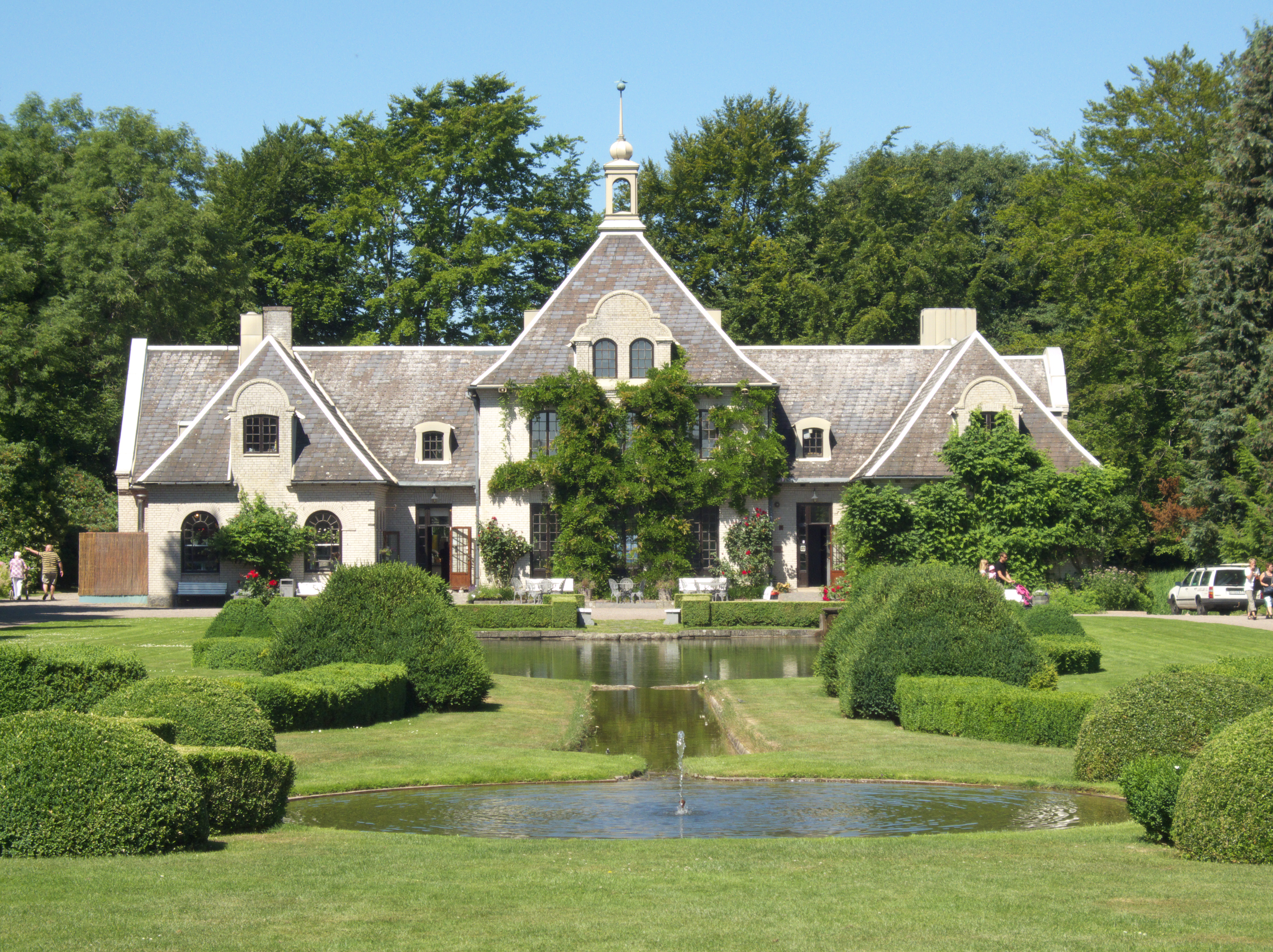
Villa Abelin, Rudolf Abelins bostad i Norrvikens trädgårdar

Carl Rudolf Zacharias Abelin, född 30 maj 1864 i Malmö, död  2 januari 1961, var en svensk hortonom och pomolog.

## Biografi
Abelin utbildade sig till hortonom vid Rosenborgs slottsträdgård i Danmark och anlade en ekonomiträdgård vid Norrviken i den inre delen av Bråviken i Östergötland. Här drev han 1889–1896 en trädgårdsskola för kvinnor, vilken snart utvecklades till samskola.
Under Rudolf Abelins ledning fortgick den vid Adelsnäs. Genom Norrvikens trädgårdsanläggningar vid Båstad har han blivit banbrytande för en rationell fruktodling i Sverige, och även genom föredrag i olika landsdelar har han energiskt verkat för sina åsikters spridning. Norrviken blev en av de största och yppersta fruktodlingarna i Norden. Med sina mönstersamlingar av jättefrukter vann Rudolf Abelin guldmedalj och danskarnas hederspris vid nordiska utställningen i Malmö 1900 och högsta priset vid världsutställningen i Paris samma år. Rudolf Abelin ivrade även för den naturförskönande sidan av trädgårdskonsten.
Rudolf Abelin var också intresserad av nyttoväxter och av att förmedla sina kunskaper kring trädgårdar. Han gav ut ett stort antal böcker om trädgårdsplanering och trädgårdsodling. Några av dessa böcker översattes också till danska och finska.
Rudolf Abelin var son till Gustaf Rudolf Abelin. Han var gift med 1) Ellen Hilda Signe Maria Abelin (Scherini)  f. 1873 och död 1938  och 2) Signe Margareta Kristina Ziedner, f. 19 juli 1883, dotter till Edvin Ziedner.

## Skrifter i urval
- Kvinnan och trädgården (1890)
- Fruktodlingsfrågan 1899: en återblick, ett önskemål (1900)
- Den mindre trädgården: En bok för täppan och torpet (1902), två uppl.
- Om frukt och fruktträdsodling: En handbok för Sveriges fruktodlare (1902)
- Villaträdgården: en bok för sommarställen och stadsgårdar (1903)
- Trädgården inomhus - i krukor och jord, i glas och vatten: en bok för kvinnan och hemmet (1904)
- På sluttande plan: Politiskt-sociala tankar (1905)
- Lekstugans trädgård: en sommarbok för ungdom och smått folk (1906)
- Koloniträdgården: en bok för stadsbor och industrisamhällen (1907)
- Hemmaträdgårdens almanacka (1908)
- Herrgårdsträdgården: en principbok om och för de större trädgårdarne på landet (1915)
- Privatträdgårdens kalender: En minnesbok för icke-fackmannen (1911)
- Villaträdgården: En bok för villasamhällen, sommarställen och stadsgårdar (1915)